# Ferdinand Hiller
Ferdinand von Hiller (ur. 24 października 1811 we Frankfurcie nad Menem, zm. 11 maja 1885 w Kolonii) – niemiecki kompozytor, pianista i pedagog.

## Życiorys
Urodził się w rodzinie o korzeniach żydowskich. Uczył się gry na fortepianie u Aloisa Schmitta. W wieku 10 lat debiutował jako pianista. Z polecenia zachwyconego jego grą Mendelssohna studiował w latach 1825–1827 u Johanna Nepomuka Hummla w Weimarze. 
Grywał na dworze weimarskim i w domu Goethego, towarzyszył też Hummlowi w podróży do Wiednia, gdzie poznał Beethovena. W latach 1828–1836 przebywał w Paryżu, gdzie występował jako pianista i zaprzyjaźnił się z Lisztem, Chopinem i Berliozem. W 1836 roku został dyrygentem Cäcilien-Verein we Frankfurcie. W latach 1836–1839 i 1840–1842 odbył podróż do Włoch. W latach 1843–1844 był dyrygentem orkiestry Gewandhaus w Lipsku. Od 1844 roku przebywał w Dreźnie, gdzie skomponował dwie opery, następnie w latach 1847–1850 działał w Düsseldorfie. Po śmierci Fryderyka Chopina zorganizował w Düsseldorfie uroczystość żałobną, w trakcie której przy akompaniamencie muzyki polskiego kompozytora recytowano jego własne wiersze. Od 1850 do 1885 roku był dyrektorem konserwatorium w Kolonii i dyrygentem orkiestry towarzystwa koncertowego Gürzenich. Uczestniczył też w organizacji koncertów Dolnej Nadrenii. Gościnnie dyrygował w Paryżu, Londynie i Petersburgu.
Od 1849 roku był członkiem Preußische Akademie der Künste w Berlinie. Odznaczony Orderem Maksymiliana (1862). W 1868 roku otrzymał doktorat honoris causa uniwersytetu w Bonn. W 1875 roku otrzymał tytuł szlachecki. Do grona jego uczniów należeli m.in. Max Bruch i Friedrich Gernsheim.

## Twórczość
Skomponował m.in. opery Romilda (wyst. Mediolan 1839), Der Traum in der Christnacht (wyst. Drezno 1845), Konradin (wyst. Drezno 1847), Der Advokat (wyst. Kolonia 1854), Die Katakomben (wyst. Wiesbaden 1862) i Der Deserteur (wyst. Kolonia 1865), 3 symfonie, 3 uwertury orkiestrowe, 3 koncerty fortepianowe, 5 kwartetów smyczkowych, 5 kwintetów fortepianowych, 5 triów fortepianowych, oratoria Die Zerstörung Jerusalems i Saul, kantaty, ponad 100 pieśni. 
Był autorem prac Die Musik und das Publikum (Kolonia 1864), Aus dem Tonleben userer Zeit (2 tomy, Lipsk 1868 i 1871), Ludwig van Beethoven: Gelegentliche: Aufsätze (Lipsk 1871), Felix Mendelssohn Bartholdy: Briefe und Erinnerungen (Kolonia 1874), Musikalisches und Persönliches (Lipsk 1876), Briefe an eine Ungennante (Kolonia 1877), Künsterleben (Kolonia 1880), Wie hören wir Musik? (Lipsk 1881), Goethes musikalisches Leben (Kolonia 1883) i Erinnerungsblätter (Kolonia 1884).
Hiller jest autorem książki Rozmowy z Rossinim (Plaudereien mit Rossini). Jest to zapis jego rozmów z 63-letnim Gioacchino Rossinim w Trouville w Normandii we wrześniu 1855 r. – nieocenione źródło informacji o kulisach działań wielkiego kompozytora.
Jako kompozytor wykazywał solidny warsztat rzemieślniczy, jego muzyka jest jednak pozbawiona cech indywidualnych i wykazuje zbyt wiele różnych wpływów. Był reprezentantem konserwatywnych tendencji w muzyce, występował z silną krytyką Richarda Wagnera. Jego opery spotkały się z krytyką i nie cieszyły się popularnością. Z większym zainteresowaniem spotkały się tylko jego pieśni i utwory fortepianowe. W swoich utworach wokalno-instrumentalnych efekty dramatycznej monumentalności osiągał poprzez rozbudowane sceny chóralne. W muzyce kameralnej odszedł od klasycznego modelu sonatowego, wprowadzając swobodny układ typowy dla fantazji lub serenady.